# 新安市
新安市（越南语：／）是越南西寧省省莅城市，市中心位于胡志明市西南47公里处，国道IA、国道62穿过该市。

## 地理
新安市北接守承县，东接周城县和新柱县，西和南接同塔省。

## 历史
1976年，以周城县平立社设立新安市社，并成为隆安省省莅，新安市社分为第一坊、第二坊、第三坊、第四坊4坊。
1983年1月14日，汛苦县仁盛中社、平心社、安永义社3社和𤅶守县向寿富社、庆厚社、丽平仁社3社划归新安市社管辖。
1994年3月24日，向寿富社和仁盛中社析置第五坊。
1998年5月19日，利平仁社析置第六坊。
2006年6月19日，安永义社、平心社和第三坊析置第七坊，庆厚社分设为新庆坊和庆厚坊。
2007年4月19日，新安市社被评定为三级城市。
2009年8月24日，新安市社改制为新安市；新安市下辖第一坊、第二坊、第三坊、第四坊、第五坊、第六坊、第七坊、庆厚坊、新庆坊、向寿富社、安永义社、利平仁社、平心社、仁盛中社9坊5社。
2019年9月5日，新安市被评定为二级城市。
2024年10月24日，越南国会常务委员会通过决议，自2024年12月1日起，第二坊并入第一坊。
2025年7月1日隆安省併入西寧省後成為西寧省省莅。

## 行政区划
新安市下辖8坊5社，市人民委员会位于第一坊。
- 第一坊（Phường 1）
- 第三坊（Phường 3）
- 第四坊（Phường 4）
- 第五坊（Phường 5）
- 第六坊（Phường 6）
- 第七坊（Phường 7）
- 庆厚坊（Phường Khánh Hậu）
- 新城坊（Phường Tân Khánh）
- 安永义社（Xã An Vĩnh Ngãi）
- 平心社（Xã Bình Tâm）
- 向寿富社（Xã Hướng Thọ Phú）
- 利平仁社（Xã Lợi Bình Nhơn）
- 仁盛中社（Xã Nhơn Thạnh Trung）